# Lista de cidades de Ohio
As cidades no estado de Ohio, nos EUA, são municípios incorporados cuja população é superior a 5.000. Municípios menores são aldeias. Estudantes universitários não residentes e presidiários encarcerados não contam para o requisito municipal de 5.000 residentes. Existem atualmente 247 municípios em Ohio considerados cidades em Ohio.
Os nomes dos municípios não são exclusivos: há uma vila de Centerville no condado de Gallia e uma cidade de Centerville no condado de Montgomery; há também uma cidade de Oakwood no condado de Montgomery, bem como as aldeias de Oakwood no condado de Cuyahoga e Oakwood no condado de Paulding. Bay Village e The Village of Indian Hill são cidades, apesar da palavra "Village" em seus nomes, e 16 vilas têm "City" em seus nomes.

Mapa dos Estados Unidos com Ohio destacado

## Localidades
Todas as populações são do Censo de 2010 dos Estados Unidos.
| Cidade                     | População | Condado    |
| -------------------------- | --------- | ---------- |
| Akron                      | 198,006   | Summit     |
| Alliance                   | 21,616    | Mahoning   |
| Alliance                   | 21,616    | Stark      |
| Amherst                    | 12,021    | Lorain     |
| Ashland                    | 20,423    | Ashland    |
| Ashtabula                  | 18,079    | Ashtabula  |
| Athens                     | 24,688    | Athens     |
| Aurora                     | 16,230    | Portage    |
| Avon                       | 23,263    | Lorain     |
| Avon Lake                  | 24,391    | Lorain     |
| Barberton                  | 26,072    | Summit     |
| Bay Village                | 15,295    | Cuyahoga   |
| Beachwood                  | 11,953    | Cuyahoga   |
| Beavercreek                | 47,391    | Greene     |
| Bedford                    | 13,074    | Cuyahoga   |
| Bedford Heights            | 10,751    | Cuyahoga   |
| Bellbrook                  | 6,943     | Greene     |
| Bellefontaine              | 13,370    | Logan      |
| Bellevue                   | 8,202     | Erie       |
| Bellevue                   | 8,202     | Huron      |
| Bellevue                   | 8,202     | Sandusky   |
| Belpre                     | 6,441     | Washington |
| Berea                      | 18,655    | Cuyahoga   |
| Bexley                     | 13,057    | Franklin   |
| Blue Ash                   | 12,114    | Hamilton   |
| Bowling Green              | 30,028    | Wood       |
| Brecksville                | 13,656    | Cuyahoga   |
| Broadview Heights          | 19,400    | Cuyahoga   |
| Brooklyn                   | 11,169    | Cuyahoga   |
| Brook Park                 | 18,533    | Cuyahoga   |
| Brookville                 | 5,868     | Montgomery |
| Brunswick                  | 34,897    | Medina     |
| Bryan                      | 8,545     | Williams   |
| Bucyrus                    | 12,362    | Crawford   |
| Cambridge                  | 10,635    | Guernsey   |
| Campbell                   | 8,235     | Mahoning   |
| Canal Fulton               | 5,479     | Stark      |
| Canal Winchester           | 7,101     | Fairfield  |
| Canal Winchester           | 7,101     | Franklin   |
| Canfield                   | 7,126     | Mahoning   |
| Canton                     | 70,458    | Stark      |
| Celina                     | 10,400    | Mercer     |
| Centerville                | 23,772    | Greene     |
| Centerville                | 23,772    | Montgomery |
| Chardon                    | 5,148     | Geauga     |
| Cheviot                    | 8,375     | Hamilton   |
| Chillicothe                | 21,901    | Ross       |
| Cincinnati                 | 302,605   | Hamilton   |
| Circleville                | 13,314    | Pickaway   |
| Clayton                    | 13,209    | Miami      |
| Clayton                    | 13,209    | Montgomery |
| Cleveland                  | 383,793   | Cuyahoga   |
| Cleveland Heights          | 44,382    | Cuyahoga   |
| Clyde                      | 6,325     | Sandusky   |
| Columbiana                 | 6,384     | Columbiana |
| Columbiana                 | 6,384     | Mahoning   |
| Columbus                   | 892,672   | Delaware   |
| Columbus                   | 892,672   | Fairfield  |
| Columbus                   | 892,672   | Franklin   |
| Conneaut                   | 10,189    | Ashtabula  |
| Cortland                   | 7,104     | Trumbull   |
| Coshocton                  | 11,216    | Coshocton  |
| Cuyahoga Falls             | 49,272    | Summit     |
| Dayton                     | 140,640   | Montgomery |
| Deer Park                  | 5,736     | Hamilton   |
| Defiance                   | 16,663    | Defiance   |
| Delaware                   | 39,930    | Delaware   |
| Delphos                    | 7,101     | Allen      |
| Delphos                    | 7,101     | Van Wert   |
| Dover                      | 12,826    | Tuscarawas |
| Dublin                     | 48,647    | Delaware   |
| Dublin                     | 48,647    | Franklin   |
| Dublin                     | 48,647    | Union      |
| East Cleveland             | 17,109    | Cuyahoga   |
| East Liverpool             | 11,195    | Columbiana |
| Eastlake                   | 18,131    | Lake       |
| Eaton                      | 8,407     | Preble     |
| Elyria                     | 53,131    | Lorain     |
| Englewood                  | 13,465    | Montgomery |
| Euclid                     | 46,936    | Cuyahoga   |
| Fairborn                   | 33,658    | Greene     |
| Fairfield                  | 42,229    | Butler     |
| Fairlawn                   | 7,437     | Summit     |
| Fairview Park              | 16,826    | Cuyahoga   |
| Findlay                    | 41,327    | Hancock    |
| Forest Park                | 18,658    | Hamilton   |
| Fostoria                   | 13,441    | Hancock    |
| Fostoria                   | 13,441    | Seneca     |
| Fostoria                   | 13,441    | Wood       |
| Franklin                   | 11,771    | Warren     |
| Fremont                    | 16,734    | Sandusky   |
| Gahanna                    | 33,248    | Franklin   |
| Galion                     | 10,512    | Crawford   |
| Garfield Heights           | 28,849    | Cuyahoga   |
| Geneva                     | 6,215     | Ashtabula  |
| Germantown                 | 6,215     | Montgomery |
| Girard                     | 7,909     | Trumbull   |
| Grandview Heights          | 6,536     | Franklin   |
| Green                      | 25,699    | Summit     |
| Greenville                 | 13,227    | Darke      |
| Grove City                 | 41,627    | Franklin   |
| Groveport                  | 5,363     | Franklin   |
| Hamilton                   | 62,174    | Butler     |
| Harrison                   | 9,897     | Hamilton   |
| Heath                      | 10,310    | Licking    |
| Highland Heights           | 8,345     | Cuyahoga   |
| Hilliard                   | 33,672    | Franklin   |
| Hillsboro                  | 6,605     | Highland   |
| Hubbard                    | 7,289     | Trumbull   |
| Huber Heights              | 38,101    | Miami      |
| Huber Heights              | 38,101    | Montgomery |
| Hudson                     | 22,262    | Summit     |
| Huron                      | 7,149     | Erie       |
| Independence               | 7,133     | Cuyahoga   |
| Ironton                    | 11,129    | Lawrence   |
| Jackson                    | 6,397     | Jackson    |
| Kent                       | 28,904    | Portage    |
| Kenton                     | 8,262     | Hardin     |
| Kettering                  | 56,163    | Greene     |
| Kettering                  | 56,163    | Montgomery |
| Kirtland                   | 6,866     | Lake       |
| Lakewood                   | 52,131    | Cuyahoga   |
| Lancaster                  | 38,780    | Fairfield  |
| Lebanon                    | 20,033    | Warren     |
| Lima                       | 33,562    | Allen      |
| Logan                      | 7,152     | Hocking    |
| London                     | 9,904     | Madison    |
| Lorain                     | 62,371    | Lorain     |
| Louisville                 | 9,186     | Stark      |
| Loveland                   | 12,081    | Clermont   |
| Loveland                   | 12,081    | Hamilton   |
| Loveland                   | 12,081    | Warren     |
| Lyndhurst                  | 14,001    | Cuyahoga   |
| Macedonia                  | 11,188    | Summit     |
| Madeira                    | 8,726     | Hamilton   |
| Mansfield                  | 47,821    | Richland   |
| Maple Heights              | 23,138    | Cuyahoga   |
| Marietta                   | 13,653    | Washington |
| Marion                     | 36,837    | Marion     |
| Martins Ferry              | 6,915     | Belmont    |
| Marysville                 | 22,094    | Union      |
| Mason                      | 26,544    | Warren     |
| Massillon                  | 32,149    | Stark      |
| Maumee                     | 14,286    | Lucas      |
| Mayfield Heights           | 19,155    | Cuyahoga   |
| Medina                     | 26,678    | Medina     |
| Mentor                     | 47,159    | Lake       |
| Mentor-on-the-Lake         | 7,443     | Lake       |
| Miamisburg                 | 20,181    | Montgomery |
| Middleburg Heights         | 15,946    | Cuyahoga   |
| Middletown                 | 48,694    | Butler     |
| Milford                    | 6,709     | Clermont   |
| Monroe                     | 12,442    | Butler     |
| Monroe                     | 12,442    | Warren     |
| Montgomery                 | 10,251    | Hamilton   |
| Moraine                    | 6,307     | Montgomery |
| Mount Healthy              | 6,098     | Hamilton   |
| Mount Vernon               | 16,990    | Knox       |
| Munroe Falls               | 5,012     | Summit     |
| Napoleon                   | 8,749     | Henry      |
| Nelsonville                | 5,392     | Athens     |
| New Albany                 | 7,724     | Franklin   |
| New Albany                 | 7,724     | Licking    |
| New Carlisle               | 5,785     | Clark      |
| New Franklin               | 14,227    | Summit     |
| New Philadelphia           | 17,288    | Tuscarawas |
| Newark                     | 47,573    | Licking    |
| Niles                      | 19,266    | Trumbull   |
| North Canton               | 17,488    | Stark      |
| North College Hill         | 9,397     | Hamilton   |
| North Olmsted              | 32,718    | Cuyahoga   |
| North Ridgeville           | 29,465    | Lorain     |
| North Royalton             | 30,444    | Cuyahoga   |
| Northwood                  | 5,265     | Wood       |
| Norton                     | 12,085    | Summit     |
| Norwalk                    | 17,012    | Huron      |
| Norwood                    | 19,207    | Hamilton   |
| Oakwood                    | 9,202     | Montgomery |
| Oberlin                    | 8,286     | Lorain     |
| Olmsted Falls              | 9,024     | Cuyahoga   |
| Ontario                    | 6,225     | Richland   |
| Oregon                     | 20,291    | Lucas      |
| Orrville                   | 8,380     | Wayne      |
| Oxford                     | 21,371    | Butler     |
| Painesville                | 19,563    | Lake       |
| Parma                      | 81,601    | Cuyahoga   |
| Parma Heights              | 20,718    | Cuyahoga   |
| Pataskala                  | 14,962    | Licking    |
| Pepper Pike                | 5,979     | Cuyahoga   |
| Perrysburg                 | 20,623    | Wood       |
| Pickerington               | 18,291    | Fairfield  |
| Pickerington               | 18,291    | Franklin   |
| Piqua                      | 20,522    | Miami      |
| Port Clinton               | 6,056     | Ottawa     |
| Portsmouth                 | 20,226    | Scioto     |
| Powell                     | 13,204    | Delaware   |
| Ravenna                    | 11,724    | Portage    |
| Reading                    | 10,385    | Hamilton   |
| Reynoldsburg               | 35,893    | Fairfield  |
| Reynoldsburg               | 35,893    | Franklin   |
| Reynoldsburg               | 35,893    | Licking    |
| Richmond Heights           | 10,546    | Cuyahoga   |
| Rittman                    | 6,491     | Wayne      |
| Riverside                  | 25,201    | Montgomery |
| Rocky River                | 20,213    | Cuyahoga   |
| Rossford                   | 6,293     | Wood       |
| Saint Clairsville          | 5,184     | Belmont    |
| Saint Marys                | 8,332     | Auglaize   |
| Salem                      | 12,303    | Columbiana |
| Sandusky                   | 25,793    | Erie       |
| Seven Hills                | 11,804    | Cuyahoga   |
| Shaker Heights             | 28,448    | Cuyahoga   |
| Sharonville                | 13,560    | Butler     |
| Sharonville                | 13,560    | Hamilton   |
| Sheffield Lake             | 9,137     | Lorain     |
| Shelby                     | 9,317     | Richland   |
| Sidney                     | 21,229    | Shelby     |
| Solon                      | 23,348    | Cuyahoga   |
| South Euclid               | 22,295    | Cuyahoga   |
| Springboro                 | 17,409    | Montgomery |
| Springboro                 | 17,409    | Warren     |
| Springdale                 | 11,223    | Hamilton   |
| Springfield                | 60,608    | Clark      |
| Steubenville               | 18,659    | Jefferson  |
| Stow (Ohio)                | 34,837    | Summit     |
| Streetsboro                | 16,028    | Portage    |
| Strongsville               | 44,750    | Cuyahoga   |
| Struthers                  | 10,713    | Mahoning   |
| Sylvania                   | 18,965    | Lucas      |
| Tallmadge                  | 17,537    | Portage    |
| Tallmadge                  | 17,537    | Summit     |
| The Village of Indian Hill | 5,785     | Hamilton   |
| Tiffin                     | 17,963    | Seneca     |
| Tipp City                  | 9,689     | Miami      |
| Toledo                     | 276,478   | Lucas      |
| Toronto                    | 5,091     | Jefferson  |
| Trenton                    | 11,869    | Butler     |
| Trotwood                   | 24,431    | Montgomery |
| Troy                       | 25,058    | Miami      |
| Twinsburg                  | 18,795    | Summit     |
| Uhrichsville               | 5,413     | Tuscarawas |
| Union                      | 6,419     | Miami      |
| Union                      | 6,419     | Montgomery |
| University Heights         | 13,539    | Cuyahoga   |
| Upper Arlington            | 33,771    | Franklin   |
| Upper Sandusky             | 6,596     | Wyandot    |
| Urbana                     | 11,793    | Champaign  |
| Van Wert                   | 10,846    | Van Wert   |
| Vandalia                   | 15,246    | Montgomery |
| Vermilion                  | 10,594    | Erie       |
| Vermilion                  | 10,594    | Lorain     |
| Wadsworth                  | 21,567    | Medina     |
| Wapakoneta                 | 9,867     | Auglaize   |
| Warren                     | 41,557    | Trumbull   |
| Warrensville Heights       | 13,542    | Cuyahoga   |
| Washington Court House     | 14,192    | Fayette    |
| Waterville                 | 5,523     | Lucas      |
| Wauseon                    | 7,332     | Fulton     |
| Wellston                   | 5,663     | Jackson    |
| West Carrollton            | 13,143    | Montgomery |
| Westerville                | 36,120    | Delaware   |
| Westerville                | 36,120    | Franklin   |
| Westlake                   | 32,729    | Cuyahoga   |
| Whitehall                  | 18,062    | Franklin   |
| Wickliffe                  | 12,750    | Lake       |
| Willard                    | 6,236     | Huron      |
| Willoughby                 | 22,268    | Lake       |
| Willoughby Hills           | 9,485     | Lake       |
| Willowick                  | 14,171    | Lake       |
| Wilmington                 | 12,520    | Clinton    |
| Wooster                    | 26,119    | Wayne      |
| Worthington                | 13,575    | Franklin   |
| Wyoming                    | 8,428     | Hamilton   |
| Xenia                      | 25,719    | Greene     |
| Youngstown                 | 64,782    | Mahoning   |
| Zanesville                 | 25,487    | Muskingum  |